# 오릉초등학교
오릉초등학교는 대한민국 경상북도 경주시 탑리5길 31 (탑동)에 있었던 공립 초등학교이다.

## 연혁
- 1949년 9월 1일 내남공립국민학교 월남분교장 설치
- 1953년 7월 15일 월남국민학교로 승격
- 1966년 6월 1일 오릉국민학교로 변경
- 1996년 3월 1일 오릉초등학교로 개칭
- 2010년 2월 28일 폐교[1]

## 폐교 이후
폐교 이후, 오릉초등학교 부지는 현재 경주글로벌예절체험관으로 활용하고 있다.